# Volkswagen Passat B2
Volkswagen Passat B2 — друге покоління моделі Passat, що виготовлявся з 1980 по 1988 роки і прийшов на заміну Volkswagen Passat B1.

## Опис

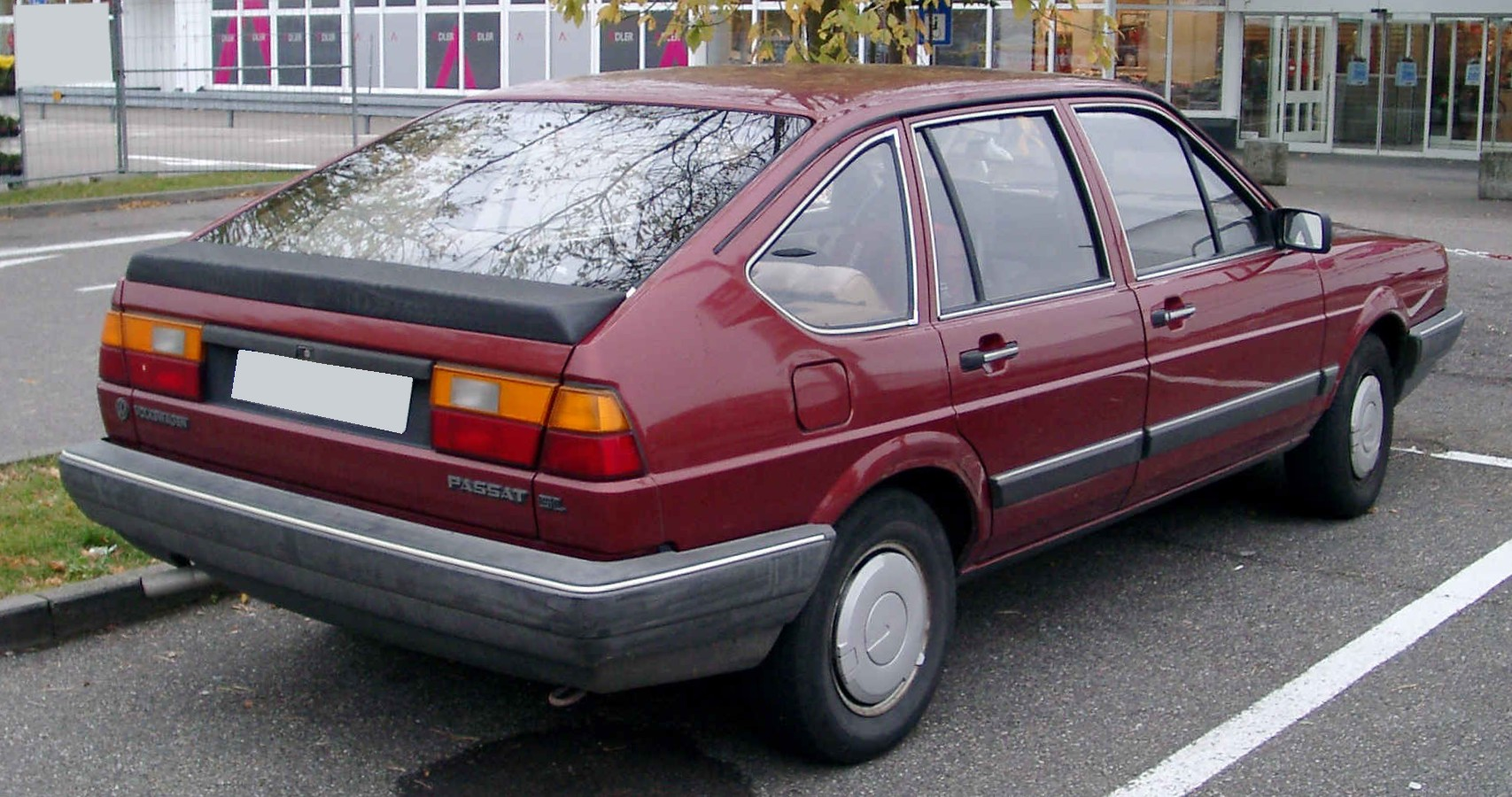
Volkswagen Passat B2

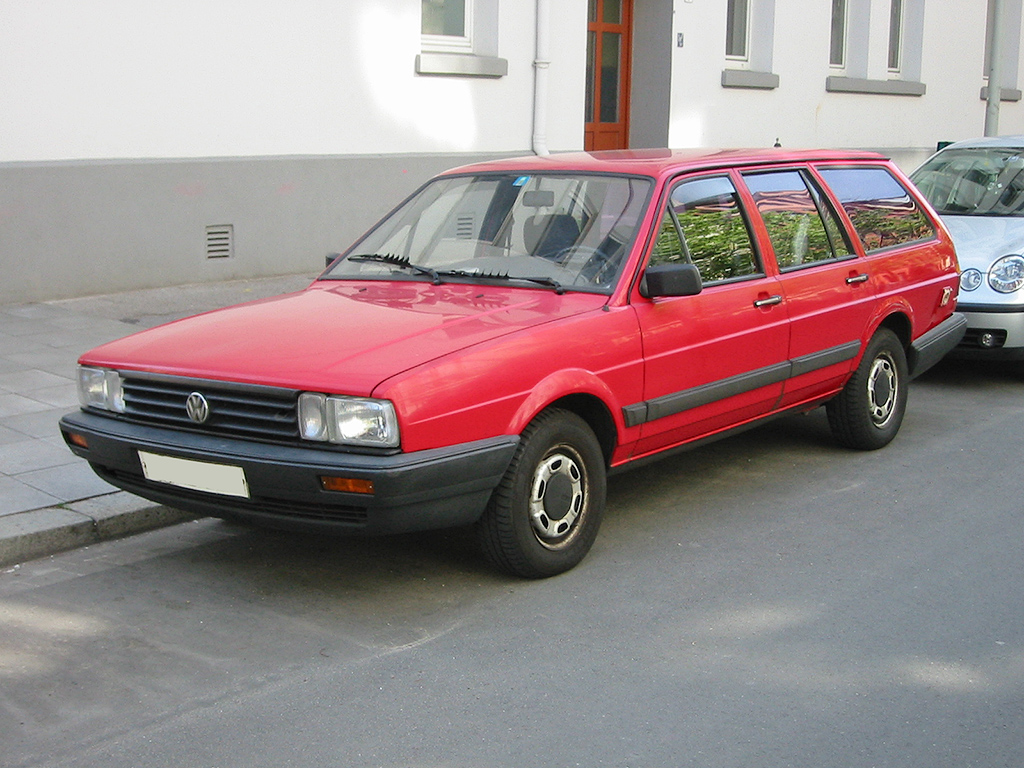
Volkswagen Passat Variant B2

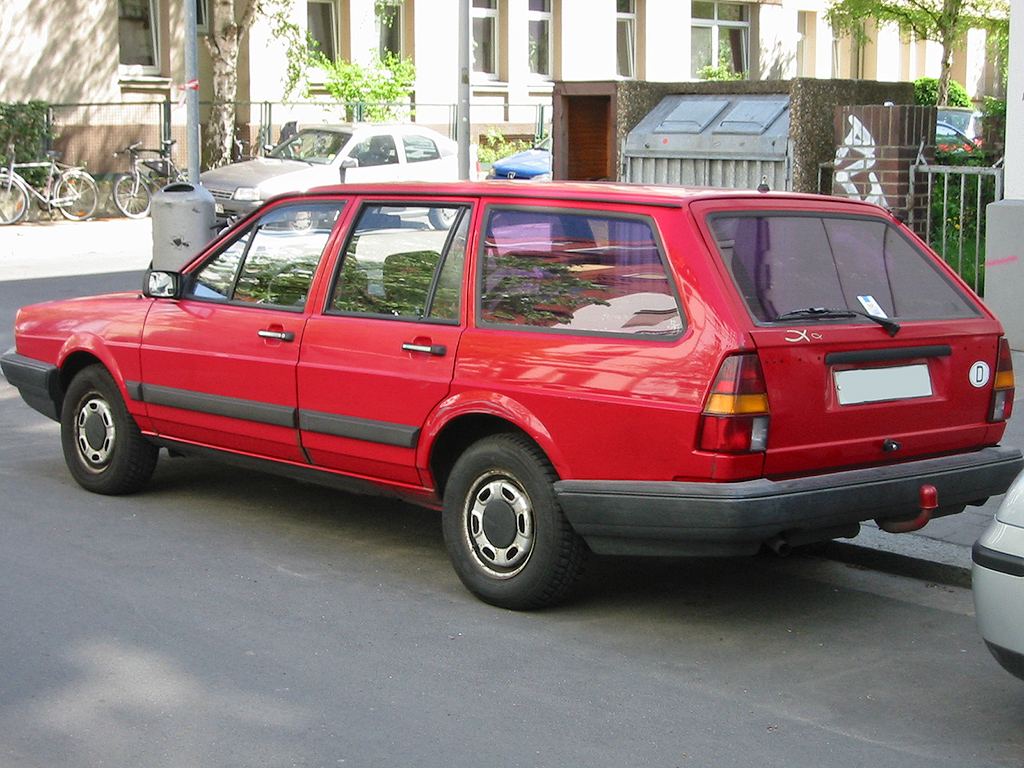
Volkswagen Passat Variant B2

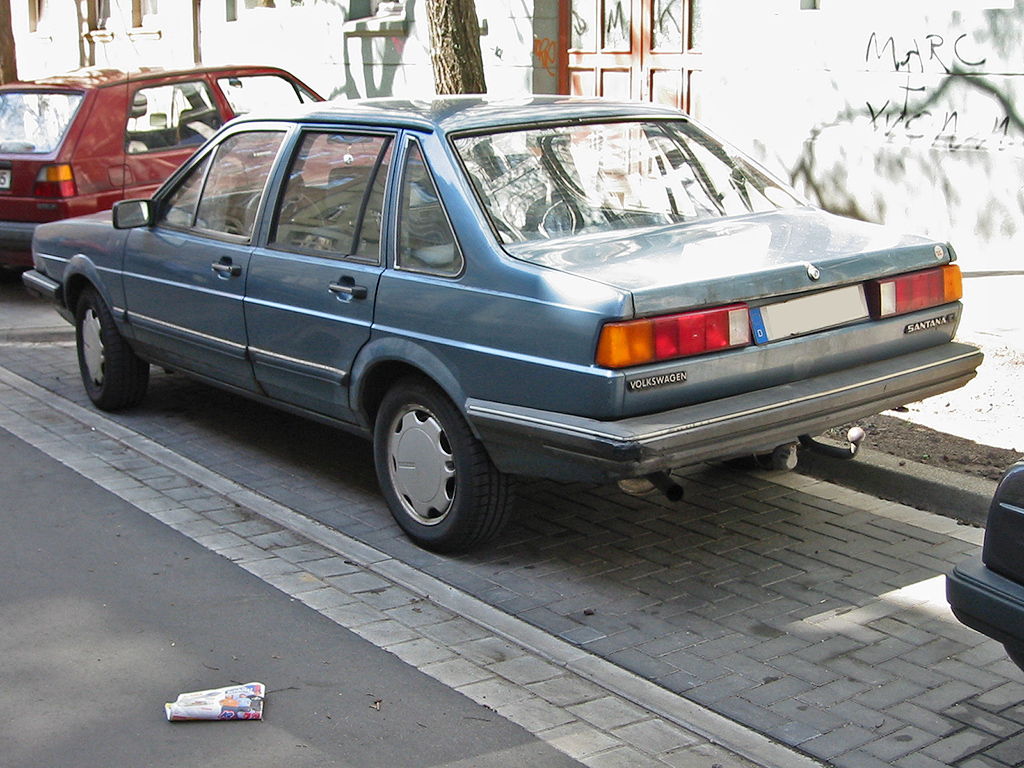
Volkswagen Santana

Passat B2 побачив світ у 1980 році у вигляді 3 - і 5-дверного хетчбеків, в декількох варіантах виконання: G (базовому), L і GL. Побудований на базі нової платформи В2 (яка виявилася довшою від попередньої) автомобіль одержав і нову зовнішність, у тому числі великі квадратні фари, що стали фамільною рисою наступних поколінь Passat.  На автомобіль встановлювалися двигуни: 1,6-літровий дизельний потужністю 54 к.с. і бензинові 1,3-літровий потужністю 55 к.с., 1,6-літровий потужністю 75 к.с. і 1,9-літровий 5-циліндровий потужністю 115 к.с. (Встановлювався лише за спеціальним замовленням і не входив в базову комплектацію).
Для північноамериканського ринку автомобіль отримав ім'я Quantum, в Мексиці він називався Corsar, а в Бразилії Santana.
У цьому ж році модельний ряд Passat поповнився 5-дверним універсалом, що отримав ім'я Variant.
У січні 1981 року Passat модернізували. На нього почали встановлювати широкі задні і передні спойлери. З'явилися «Е» моделі (електропакет), і КП з довгою п'ятою передачею.
У лютому 1981 року розробники Volkswagen випускають двигун об'ємом 1,6 л потужністю до 85 к.с. і нову модель з кузовом седан Santana.
Всі 3 моделі - Passat, Variant, Santana - являють собою передньопривідні конструкції з подовжньо розташованими двигунами, досить просторим зручним салоном з хорошим рівнем комфорту. 
У серпні 1984 року з конвеєра сходять повнопривідні моделі Passat / Santana: Topic і Country, а універсал ще має варіант syncro.
У січні 1985 року починається модернізація всього модельного ряду: нові бампери, ґрати радіатора, задні ліхтарі і заднє скло у моделей хетчбек. Santana набуває нову назву - Passat Stufenheck, що перекладається як «зад у вигляді сходинки» (седан). Модель Passat Variant syncro починає випускатися в модифікації GT і вже в квітні оснащується ABS.
1985 рік - початок виробництва модифікації Passat Arena.
1986 рік - побачив світ Passat Tramp.
1987 рік - увазі покупців представили Passat Trophy.
Passat другого покоління, окрім Німеччини збирався в багатьох країнах світу таких, як Мексика, Бразилія, ПАР, Китай та Японія. У Японії складанням Passat за ліцензією Volkswagen займалася компанія Nissan. У Бразилії збірка другого покоління Volkswagen Passat тривала до 2006 року, а в Китаї він з невеликими переробками виготовляється досі.

## Двигуни
Гамма двигунів включає:
- 4-циліндровий двигун об'ємом 1,3 л, потужністю 55 к.с., що витрачає 9-12 л бензину на 100 км;
- 4-циліндровий двигун об'ємом 1,6 л, потужністю 75 або 85 к.с. (Залежно від карбюратора), що витрачає 10-13 л бензину на 100 км. Цей мотор "отримано" з мотора 1,5 л шляхом збільшення діаметра циліндрів. Починаючи з 1984 р. цей мотор не встановлюється;
- 4-циліндровий двигун об'ємом 1,6 л, потужністю 75 к.с., що витрачає близько 10 л бензину на 100 км. Цей мотор встановлюється починаючи з 1984 р.;
- 4-циліндровий двигун об'ємом 1,8 л, потужністю 90 к.с., що витрачає близько 11 л бензину на 100 км. Цей мотор також встановлюється з 1984р.;
- 4-циліндровий двигун об'ємом 1.8 л, з вприском пального (назва модифікації — Passat GLI) потужністю 112 к.с., що витрачає близько 9.5 л на 100 км. Встановлюється з 1983 р.;
- 5-циліндровий двигун об'ємом 1,9 л, потужністю 115 к.с. (від Audi 100), що витрачає близько 12 л на 100 км;
- 5-циліндровий двигун об'ємом 2,0 або 2,2 л, потужністю 115 або 136 к.с. (від Audi 100), що витрачає близько 10 л на 100 км.